# フアラライ山

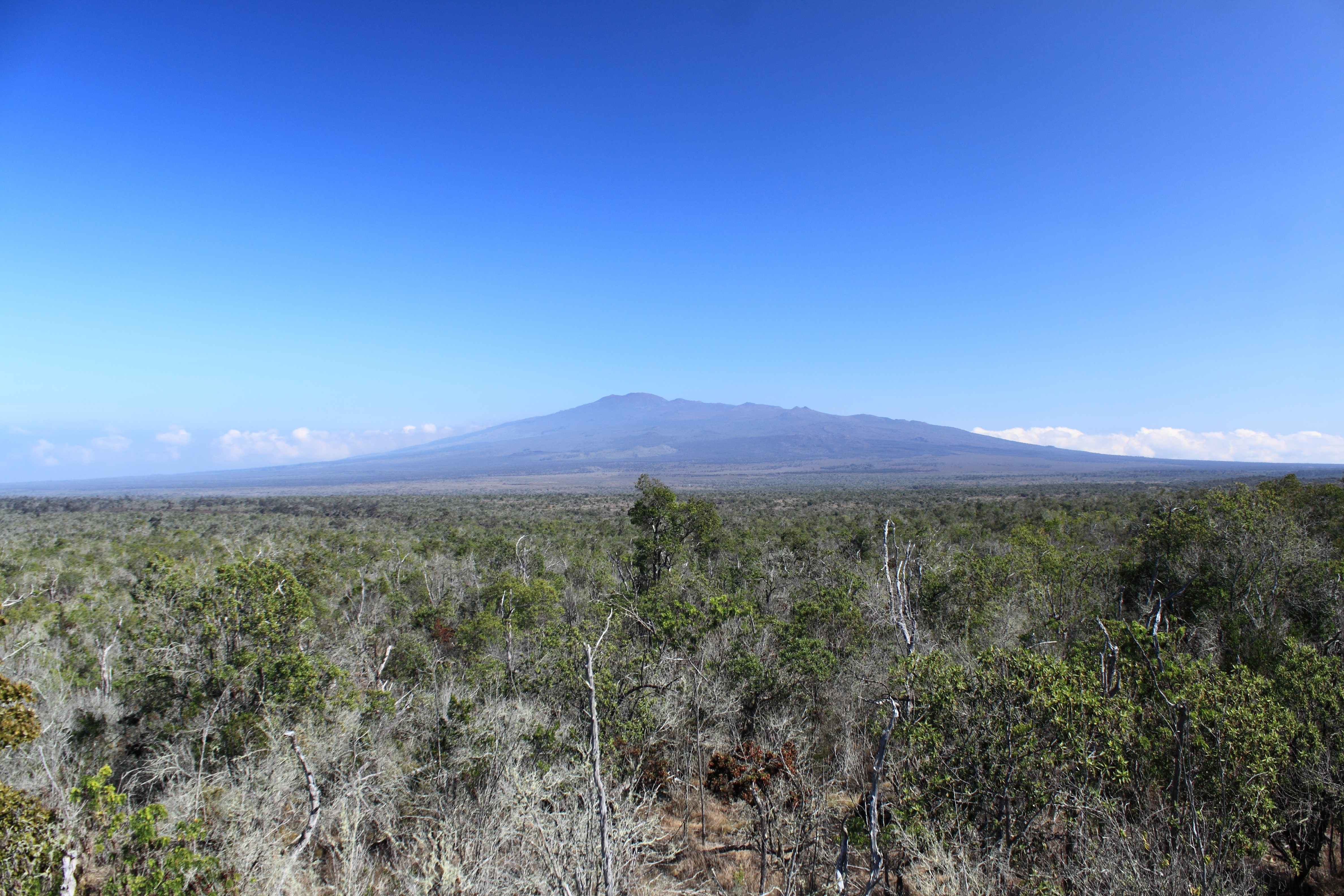
フアラライ山（海抜2,521メートル）

ハワイ島を構成する5つの楯状火山

フアラライ山（フアラライさん、ハワイ語: Hualālai）は、アメリカ合衆国ハワイ州のハワイ島にある休火山で、最高地点は海抜2,521メートル。島の西側の中心都市コナから見上げる山がそれである。

## 概要
ハワイ島を作り上げた5つのおもな火山の1つであり、他の火山はマウナ・ロア山、マウナ・ケア、キラウェア火山、コハラ山地である。フアラライ山はキラウェア山、マウナロア山についで火山活動がある山といわれ、最後と見られる1801年の噴火の後も、地震が時々起こっている。
「フアラライ」（フアラーライとも表記）はハワイ語で「恥ずかしがり屋」の意味を持ち、ハワイ島南部にあるキラウェア火山のガスと煙が島の北東から吹きつける風に乗って、常にヴォッグに包まれていることが多い。コナ・コーヒーはフアラライ山の裾野（標高400メートル辺り）で栽培されており、この特殊な気候を利用している。